# 俺はフォトジェニック
『俺はフォトジェニック』（おれはフォトジェニック、イタリア語: Sono fotogenico）は、1980年（昭和55年）製作・公開、ディーノ・リージ監督のイタリア・フランス合作映画である。イタリア式コメディの1作、第33回カンヌ国際映画祭特別招待作品。

## 略歴・概要
本作は、1980年、ピオ・アンドレッティとアドリアーノ・デ・ミケーリによるイタリアの製作会社ディーン・フィルム、フランスの製作会社レ・フィルム・マルソー＝コシノールが製作、ロンバルディア州ヴァレーゼ県のラヴェーノ、ローマ市内、およびアメリカ合衆国カリフォルニア州のハリウッド等でロケーション撮影を行って完成、フランスでは同年3月16日、イタリアでは同年3月21日に公開された。同年5月9日 - 22日に開催された第33回カンヌ国際映画祭で、特別招待作品として上映された。
日本では、本作に関してはイタリア文化会館等での上映を除いては劇場公開されておらず、2010年9月現在、DVD等のビデオグラムも発売されていない。

## スタッフ・作品データ
- プロデューサー : ピオ・アンドレッティ （Pio Angeletti）、アドリアーノ・デ・ミケーリ （Adriano de Micheli）
- 監督 : ディーノ・リージ
- 脚本 : マッシモ・フランチオーザ、マルコ・リージ （Marco Risi）、ディーノ・リージ
- 撮影 : トニーノ・デリ・コリ
- 美術 : エツィオ・アルティエリ （Ezio Altieri [6]）
- 編集 : アルベルト・ガッリッティ （Alberto Gallitti [7]）
- 助監督 : クラウディオ・リージ （Claudio Risi）
- 音楽 : マヌエル・デ・シーカ （Manuel De Sica）

- フォーマット : カラー映画 （イーストマンカラー） - ヨーロピアン・ヴィスタサイズ（1.66:1） - モノラル録音

## キャスト
クレジット順
- レナート・ポッツェット （Renato Pozzetto） - Antonio Barozzi
- エドウィジュ・フェネシュ - Cinzia Pancaldi
- アルド・マッチョーネ （Aldo Maccione） - 法律家 Pedretti
- ジュリアン・ギオマール （Julien Guiomar） - Carlo Simoni
- ミシェル・ガラブリュ （Michel Galabru） - プロデューサー Del Giudice
- ジーノ・サンテルコーレ （Gino Santercole） - Sergio
- マッシモ・ボルディ （Massimo Boldi） - Sandro Rubizzi
- リヴィア・エルモッリ （Livia Ermolli） - Laura Barozzi
- パオロ・バローニ （Paolo Baroni） - Paolino
- エオロ・カプリッティ （Eolo Capritti） - Nuvola Bianca
- サルヴァトーレ・カンポキアーロ （Salvatore Campochiaro） - Augusto
- ルイジ・ディ・サーレス （Luigi Di Sales）
- アッティリオ・ドッテジオ （Attilio Dottesio） - Attilio Turchese
- ブルーナ・チェアルティ （Bruna Cealti）
- グイド・マリオッティ （Guido Mariotti） - Arcibaldo Barozzi
- パオロ・デ・マニンコール （Paolo de Manincor） - 写真家
- ロベルタ・レリーチ （Roberta Lerici） - Marisa

クレジット外、50音順
- エンニオ・アントネッリ （Ennio Antonelli） - マリオ・モニチェリの共同作業者
- パオロ・ビゴーニ （Paolo Bigoni） - Gianni - Antonioと共同の借家人
- バルバラ・ブーシェ （Barbara Bouchet） - 本人役
- トニーノ・デリ・コリ - 本人役
- ロリー・デル・サント （Lory Del Santo） - 本人役
- ジミー・イル・フェノメーノ （Jimmy il Fenomeno） - Man calling the limping actors
- リーナ・フランキ （Lina Franchi） - 葬儀場の女
- ヴィットリオ・ガスマン - 本人役
- マルゲリータ・オロヴィッツ （Margherita Horowitz） - 客車の淑女
- マリオ・モニチェリ - 本人役
- アンヌンツィアータ・ポッツァリア （Annunziata Pozzaglia） - 女将 Annunziata
- マルコ・リージ - ビリヤードをする男のひとり
- マリア・テデスキ （Maria Tedeschi） - 本人役
- ウーゴ・トニャッツィ - 本人役
- エリザベス・ターナー （Elizabeth Turner） - アカデミー授賞式の女

- ハル・ヤマノウチ （Hal Yamanouchi） - Simoniの執事

## 関連事項
- イタリア式コメディ
- 第33回カンヌ国際映画祭

## 註
1. 1 2 3  I'm Photogenic, Internet Movie Database （英語）, 2010年9月15日閲覧。
2. ↑  Sono Fotogenico, allmovie （英語）, 2010年9月15日閲覧。
3. ↑  SONO FOTOGENICO, カンヌ国際映画祭 （英語）, 2010年9月15日閲覧。
4. ↑  ディーノ・リージ、キネマ旬報映画データベース、2010年9月15日閲覧。
5. ↑  ディノ・リージ、allcinema ONLINE, 2010年9月15日閲覧。
6. ↑  Ezio Altieri - IMDb（英語）, 2010年9月15日閲覧。
7. ↑  Alberto Gallitti - IMDb（英語）, 2010年9月15日閲覧。